# E99 (Verenigde Arabische Emiraten)
De E99 is een nationale weg in de Verenigde Arabische Emiraten. De weg loopt van Diba Al Fujairah via Khor Fakkan en Fujairah naar de Omaanse grens en is 82 kilometer lang. In Oman loopt de weg als O1 verder naar Sohar en Masqat.
Tussen Fujairah en de grens met Oman is de weg onderdeel van de Mashreq-weg M5, de internationale weg langs de westkust van de Perzische Golf. 
E10 · 
E11 · 
E18 · 
E22 · 
E33 · 
E44 · 
E55 · 
E66 · 
E77 · 
E87 · 
E88 · 
E89 · 
E95 · 
E99 · 
E311 · 
E611